# Edmund Trepka
Edmund Trepka (ur. 18 grudnia 1880 w Wielkiej Wsi w powiecie łaskim, zm. 14 kwietnia 1964 w Warszawie) – polski specjalista w dziedzinie farbiarstwa, profesor Politechniki Łódzkiej, członek Prezydium Centralnego Związku Przemysłu Polskiego w 1932 roku, poseł na Sejm I kadencji w II RP z ramienia Związku Ludowo-Narodowego.

## Rodzina
Był synem powstańca styczniowego Bolesław Nekanda-Trepki (1827-1926) i jego żony Zofii z Kurnatowskich. Rodziny Nekanda Trepków i Kurnatowskich były od wieków wyznania ewangelicko-reformowanego (kalwińskiego) i w tym wyznaniu był wychowywany Edmund i jego starszy brat Rodryg (1874-1950).
Jego żoną od 1912 roku była jego kuzynka Olimpia Kurnatowska (1882-1944) zamordowana podczas Powstania Warszawskiego, z którą miał jedną córkę.
Jest pochowany na cmentarzu ewangelicko-reformowanym przy ul. Żytniej w Warszawie (kwatera 4-2-1) w grobie rodzinnym obok ojca, matki i stryjów.

## Życiorys
Studiował w Politechnice w Dreźnie, w której w 1900 roku uzyskał dyplom inżyniera chemii. W latach 1901–1903 pracował jako inżynier w Zakładach Bawełnianych Scheiblera w Łodzi, w latach 1908–1909 w fabryce włókienniczej w Austrii, a następnie do 1918 roku w Manufakturze Braci Loentiewów w Piotrogrodzie jako kolorysta. W 1919 roku podjął pracę w Politechnice Warszawskiej na stanowisku profesora nadzwyczajnego, do 1925 roku kierując Katedrą Technologii Wielkiego Przemysłu Organicznego na Wydziale Chemicznym.
W 1921 roku został równocześnie dyrektorem Związku Przemysłu Chemicznego. W latach 1922–1927 był posłem na Sejm, zajmując się w tym okresie organizowaniem przemysłu chemicznego.
W czasie okupacji pracował w Powszechnym Banku Związkowym w Warszawie i wykładał w Państwowej Szkole Chemiczno-Ceramicznej, biorąc również udział w pracach konspiracyjnych. Pracę w Politechnice Łódzkiej rozpoczął w 1945 roku w Katedrze Technologii Włókna i Farbiarstwa jako profesor zwyczajny PŁ. Wykładał na utworzonym w 1947 roku Wydziale Włókienniczym organizując w nim w 1949 roku Zakład Wykańczalnictwa Przędzy i Tkanin. W latach 1954–1956 pełnił funkcję dziekana Wydziału Chemicznego Politechniki Łódzkiej, a w latach 1956–1957 był prorektorem uczelni do spraw nauki.
Był inicjatorem i pierwszym redaktorem naczelnym w latach 1953–1957 „Zeszytów Naukowych Politechniki Łódzkiej”.
Był ekspertem w Polskiej Izbie Handlu Zagranicznego w zakresie farbiarstwa. W 1958 roku przeniósł się do Warszawy obejmując Katedrę Technologii Chemicznej Węgla i Włókna w Wydziale Chemicznym Politechniki Warszawskiej, nie rezygnując jednocześnie z pracy w Politechnice Łódzkiej i współpracując z Zakładem Historii Nauki PAN.
Prowadził badania z dziedziny syntezy i aplikacji barwników. Dorobek naukowy obejmuje ponad 50 publikacji, dotyczących głównie technologii farbiarstwa i historii chemii.
W 2008 roku Rada Stowarzyszenia Polskich Chemików Kolorystów podjęła uchwałę o ustanowieniu Medalu Imienia Profesora Edmunda Trepki, nadawanego za zasługi w rozwoju kolorystyki. Do roku 2013 przyznano go 18 osobom i organizacjom w kraju i 2 za granicą.

## Ordery i odznaczenia
- Krzyż Komandorski Orderu Odrodzenia Polski
- Krzyż Oficerski Orderu Odrodzenia Polski (9 listopada 1931)[5]